# Vliegveld Zuienkerke
Vliegveld Zuienkerke is een recreatief vliegveld bij Zuienkerke in de provincie West-Vlaanderen in België. Het vliegveld is alleen geschikt voor ultralichte vliegtuigen. Zoals vele andere recreatieve vliegvelden in België mag het vliegveld alleen gebruikt worden met voorafgaande toestemming van de eigenaar. Het vliegveld is niet geschikt voor helikopters en trainingsvluchten. 